# Лозаннский университет
Лозаннский университет (фр. Université de Lausanne, UNIL) — университет, расположенный в Лозанне, во французской части Швейцарии.

## История
Университет был организован в 1890 году на основе действовавшей с 1537 года школы богословия (называемой также академией). Для университета Лозанны в 1898—1906 гг. было построено новое здание на деньги, завещанные уроженцем Лозанны Гаврилой Рюминым (фр. Gabriel de Rumine). Он был выходцем из русской семьи Рюминых, проживавших в Лозанне с 1840 года. До 1980-х годов университет размещался в этом здании, которое до сих пор носит имя «Дворец Рюмина». В настоящее время университет Лозанны расположен в специально для него построенном на берегу Женевского озера кампусе недалеко от Лозанны в Дориньи.

## Структура
В настоящее время в Лозаннском университете насчитывается около 16000 студентов и 2200 исследователей, в том числе около 1500 студентов других стран, которые учатся в университете по различным учебным программам, включая программы обмена с всемирно известными университетами.
Лозаннский университет имеет семь факультетов:
- Искусств,
- Биологии и медицины (FBM),
- Бизнеса и экономики (HEC),
- Наук о Земле и окружающей среде (GSE),
- Права и уголовного правосудия,
- Социальных и политических наук (SSP),
- Теологии и религиоведения (FTSR),

Лозаннский университет также включает в себя следующие школы и отделы:
- Школа уголовного правосудия (ESC),
- Школа французского как иностранного языка (EFLE),
- Летние и зимние курсы французского языка (Cours de Vacances)